# Legbourne
Legbourne is een civil parish in het bestuurlijke gebied East Lindsey, in het Engelse graafschap Lincolnshire. In 2001 telde het dorp 627 inwoners. Legbourne komt in het Domesday Book (1086) voor als 'Lecheburne'.
Acht bouwwerken binnen het dorp staan op de Britse monumentenlijst, waaronder de dorpskerk (uit 1380, herbouwd 1865-68), de dorpspomp (1877) en een torenmolen (1847).